# Rakata (canción)
«Rakata» es el nombre de la canción de los cantantes  Wisin & Yandel. Fue publicado el 10 de junio de 2004 como parte de la producción Mas Flow 2 de los productores Luny Tunes y Baby Ranks.
Se lanzó la versión CD del sencillo como parte de la promoción de su disco Pa'l mundo, donde también fue incluido como parte de los sencillos de la producción, dicho CD se publicó el 27 de septiembre de 2004.

## Lista de canciones

### Sencillo en CD Estados Unidos
1. «Rakata» (versión álbum) - 2:55
2. «Rakata» (remix - feat. Ja Rule) - 3:33
3. «Rakata» (remix hip hop - feat. Tea Time) - 3:24
4. «Rakata» (Tygerstyle remix) - 4:05
5. «Rakata» (versión álbum - instrumental) - 2:55
6. «Rakata» (remix hip hop - a capela) - 3:21

### Vinilo de 12" Europa
Lado A
1. «Rakata» (versión álbum)
2. «Rakata» (Tygerstyle remix)

Lado B
1. «Rakata» (Tigerstyle Bhangra remix)

## Video musical
El video —dirigido por Marlon Peña— muestra mayormente al dúo interpretando la canción mientras se ve a personas bailando y automóviles. En el videoclip aparecen los Luny Tunes. El video aparece en el DVD de Pa'l Mundo Deluxe Edition.

## Posicionamiento
| Listas (2005)             | Posición máxima |
| ------------------------- | --------------- |
| Billboard Hot 100         | 224             |
| Billboard Hot 100 Airplay | 60              |
| Hot Latin Tracks          | 2               |
| Latin Rhythm Airplay      | 1               |
| Tropical Airplay          | 2               |
| Chile Singles Chart       | 13              |
| Portugal Singles Chart    | 15              |